# San Sebastián, Juan Rodríguez Clara
San Sebastián är en ort i Mexiko.   Den ligger i kommunen Juan Rodríguez Clara och delstaten Veracruz, i den sydöstra delen av landet, 400 km öster om huvudstaden Mexico City. San Sebastián ligger 110 meter över havet och antalet invånare är 373.
Terrängen runt San Sebastián är platt, och sluttar söderut. Runt San Sebastián är det ganska glesbefolkat, med 27 invånare per kvadratkilometer. Närmaste större samhälle är Los Tigres, 10,0 km norr om San Sebastián. Omgivningarna runt San Sebastián är en mosaik av jordbruksmark och naturlig växtlighet.